# Gnathodes
Gnathodes är ett släkte av fjärilar. Gnathodes ingår i familjen Thyrididae.
Kladogram enligt Catalogue of Life:
| Gnathodes | \| \| Gnathodes fiscinella \| \| \| \| \| \| Gnathodes helvella \| \| \| \| |
|           | \| \| Gnathodes fiscinella \| \| \| \| \| \| Gnathodes helvella \| \| \| \| |
|           | Gnathodes fiscinella                                                        |
|           |                                                                             |
|           | Gnathodes helvella                                                          |
|           |                                                                             |